# یاسمین سیراوندی
یاسمین سیراوندی (یا به‌طور سنتّی:یاسمنیهٔ سیرواندیه) (? - ۱۱۰۹م) بانوی مفسر، محدث و واعظ مسلمان ایرانی در سدهٔ پنجم هجری بود. صلاح‌الدین صفدی در اثرش عنوان النصر فی أعیان العصر از او نام برده، «زنی موعظه‌گر با حُسنِ سیرت و علم و فضیلت» و او را ستوده است: «او سوره‌های قرآن را تفسیر می‌کرد»؛ صفدی ذکر کرده که یاسمین به حجاز رفت و پس از حج عزلت گزید و در سال ۵۰۲ قمری درگذشت.